# Chorista
Chorista is een geslacht van schorpioenvliegen (Mecoptera) uit de familie Choristidae. De wetenschappelijke naam is voor het eerst geldig gepubliceerd door Klug in 1941.

## Soorten
- Chorista australis Klug, 1838
- Chorista luteola (Westwood, 1846)